# Ясенево (район Москви)
Ясенево — район у Москві (Росія), розташований у Південно-Західному адміністративному окрузі, а також відповідне йому однойменне внутрішньоміського муніципальне утворення.

## Загальні відомості
За даними на 2010 рік, площа району становить 25,4 км². Площа житлового фонду — майже 3 млн м².